# هرم أحمس
بني هرم أحمس في عهد الملك المصري أحمس الأول بين عامي 1550 و1525 قبل الميلاد في مجمع معبد أبيدوس. هرم أحمس هو الهرم الملكي الوحيد الذي هدفه منذ البداية كان أن يستعمل كقبر أجوف، أي أن لا يضع فيه جثة الملك. كما أن هرم أحمس آخر هرم ملكي في مصر، لأن مثل أحمس الأول لم يُدفن أي من خلفائه في هرم. اليوم لا يبقى من هرم أحمس إلا الأنقاد ويظهرعلى شكل هضبة.

## الملاحظات
1. ↑  حسب المؤرخ يورغن فون بيكيراث، بينما مصادر أقدم تذكر أعوام 1530-1504 و1539-1514.